# Pavel Soukup (Leichtathlet)
Pavel Soukup (* 2. Januar 1971 in Stod, Tschechoslowakei) ist ein ehemaliger tschechischer Mittelstreckenläufer, der sich auf den 800-Meter-Lauf spezialisiert hat und der bis 1992 für die Tschechoslowakei an den Start ging. Seinen größten Erfolg feierte er mit dem Gewinn der Bronzemedaille bei den Hallenweltmeisterschaften 1995 in Barcelona.

## Sportliche Laufbahn
Erste internationale Erfahrungen sammelte Pavel Soukup im Jahr 1989, als er bei den Junioreneuropameisterschaften in Varaždin in 1:51,55 min den siebten Platz über 800 Meter belegte und mit der tschechoslowakischen 4-mal-400-Meter-Staffel im Vorlauf nicht ins Ziel kam. Im Jahr darauf schied er bei den Juniorenweltmeisterschaften in Plowdiw mit 1:49,60 min im Halbfinale über 800 Meter aus und verpasste mit der Staffel mit 3:11,85 min den Finaleinzug. 1991 belegte er bei der Sommer-Universiade in Sheffield in 1:47,68 min den fünften Platz über 800 Meter und im Jahr darauf schied er bei den Halleneuropameisterschaften in Genua mit 1:51,53 min im Vorlauf aus. 1993 kam er bei den Studentenweltspielen in Buffalo mit 1:51,52 min ebenfalls nicht über die Vorrunde hinaus und 1995 gewann er bei den Hallenweltmeisterschaften in Barcelona in 1:47,74 min die Bronzemedaille hinter dem Jamaikaner Clive Terrelonge und Benson Koech aus Kenia. Im August schied er bei den Weltmeisterschaften in Göteborg mit 1:48,32 min in der ersten Runde aus, ehe er bei der Sommer-Universiade in Fukuoka in 1:48,15 min die Bronzemedaille hinter dem Südafrikaner Hezekiél Sepeng und Andrés Manuel Díaz aus Spanien gewann. Im Jahr darauf nahm er an den Olympischen Sommerspielen in Atlanta teil und schied dort mit 1:47,67 min im Vorlauf aus. 1997 schied er bei den Hallenweltmeisterschaften in Paris mit 1:48,73 min im Halbfinale aus und im August kam er bei den Weltmeisterschaften in Athen mit 1:48,16 min nicht über die ersten Runde hinaus. 2001 bestritt er seine letzte Wettkampfsaison und beendete daraufhin seine aktive sportliche Karriere im Alter von 30 Jahren.
In den Jahren von 1990 bis 1992 wurde Soukup tschechoslowakischer Meister im 800-Meter-Lauf. Zudem wurde er 1994 und 1995 tschechischer Meister über 800 Meter im Freien sowie 1995 auch in der Halle. 1999 und 2000 wurde er Landesmeister in der 4-mal-400-Meter-Staffel.

## Persönliche Bestzeiten
- 400 Meter: 48,65 s, 16. Juni 2001 in Kladno
- 800 Meter: 1:44,87 min, 7. Juni 1996 in Nürnberg
  - 800 Meter (Halle): 1:46,38 min, 25. Januar 1995 in Ludwigshafen am Rhein